# Dysmicoccus anicus
Dysmicoccus anicus är en insektsart som beskrevs av Williams 1985. Dysmicoccus anicus ingår i släktet Dysmicoccus och familjen ullsköldlöss. Inga underarter finns listade i Catalogue of Life.